# Louis Esquieu
Pour les articles homonymes, voir Esquieu.
Louis Esquieu est un archiviste et paléographe français né le 2 août 1865 à Rennes, où il est mort le 20 décembre 1927.
Il a publié des recherches historiques concernant les archives de la Manche, d'Ille-et-Vilaine et du Lot où il a été successivement affecté.

## Publications
- Les Jeux populaires de l'enfance à Rennes, 1890.
- Les Templiers de Cahors. Note historique, 1899.
- Le Couteau magique de Jean XXII. Note historique, 1900
- Une bulle du pape Jean XXII, du 14 février 1323. Note historique., 1902.
- Vieux papiers rennais, les placards mortuaires, 1904, réédition 1923 et 2012.
- Cahier de chansons populaires recueillies en Ille-et-Vilaine, Brest, A Kaigre, 1907.
- Devisaire breton, 1911.
- L'Armée d'autrefois. Le Racolage et les racoleurs, 1re et deuxième série, Imprimerie de La Dépêche, Brest, 1911 et 1914.
- Essai d'un armorial quercynois, Paris-Cahors, Honoré Champion-J. Girma, 1907, + Suppléments et planches, Paris-Cahors, Honoré Champion-J. Girma, 1908 (réédition 1975, Laffitte Reprints).
- Assemblée de la noblesse à Cahors en 1789, gentilshommes présents ou représentés 1789-1191, Cahors, imprimerie de A. Kaignes, 1908, 27 p.
- Brest pendant la Révolution, documents inédits. Correspondance de la municipalité avec les députés de la sénéchaussée de Brest aux États généraux et à l'Assemblée constituante, 1789-1791, avec Louis Delourmel, éditions de L'Union républicaine du Finistère, 1909.
- Notes sur un devisaire normand, 1913.